# Marcello-Mastroianni-Preis

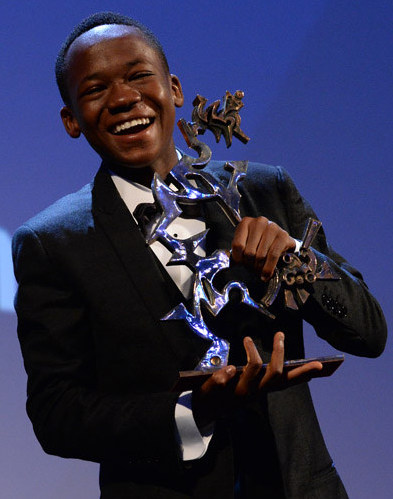
2015 ausgezeichnet: Abraham Attah mit der gewonnenen Preistrophäe für Beasts of No Nation

Der Marcello-Mastroianni-Preis (it.: Premio Marcello Mastroianni) ist eine Auszeichnung, die bei den jährlich stattfindenden Filmfestspielen von Venedig verliehen wird. Der Preis wird in Anerkennung an die beste schauspielerische Leistung eines Nachwuchsdarstellers oder einer -darstellerin in einem Wettbewerbsfilm vergeben und wurde bei der 55. Austragung des Filmfestivals im Jahr 1998 erstmals verliehen. Der Darstellerpreis ist separat neben der Coppa Volpi ausgelobt und nach dem italienischen Schauspieler Marcello Mastroianni (1924–1996) benannt.

## Preisträger
Je viermal wurden italienische (1998, 2003, 2009, 2012), US-amerikanische Schauspieler (2008, 2010, 2013, 2017) und französische Darsteller (2006, 2007, 2014 und 2024) geehrt. Als eine der jüngsten Gewinnerinnen des Marcello-Mastroianni-Preises mit 14 Jahren gilt die Britin Megan Burns, als älteste Siegerin mit 28 Jahren die Südkoreanerin Moon So-ri.
| Jahr | Preisträger        | Film                       | Deutscher Titel                     |
| ---- | ------------------ | -------------------------- | ----------------------------------- |
| 1998 | Niccolò Senni      | L’albero delle pere        | k. A.                               |
| 1999 | Nina Proll         | Nordrand                   | Nordrand                            |
| 2000 | Megan Burns        | Liam                       | Liam                                |
| 2001 | Gael García Bernal | Y tu mamá también          | Y Tu Mamá También – Lust for Life   |
| 2001 | Diego Luna         | Y tu mamá también          | Y Tu Mamá También – Lust for Life   |
| 2002 | Moon So-ri         | 오아시스 (Oasisŭ)          | Oasis                               |
| 2003 | Marco Luisi        | Lavorare con lentezza      | Lavorare con lentezza               |
| 2003 | Tommaso Ramenghi   | Lavorare con lentezza      | Lavorare con lentezza               |
| 2004 | Najat Benssallem   | Raja                       | k. A.                               |
| 2005 | Ménothy Cesar      | Vers le sud                | In den Süden                        |
| 2006 | Isild Le Besco     | L’intouchable              | L’intouchable                       |
| 2007 | Hafsia Herzi       | La graine et le mulet      | Couscous mit Fisch                  |
| 2008 | Jennifer Lawrence  | The Burning Plain          | Auf brennender Erde                 |
| 2009 | Jasmine Trinca     | Il grande sogno            | Il grande sogno                     |
| 2010 | Mila Kunis         | Black Swan                 | Black Swan                          |
| 2011 | Shōta Sometani     | ヒミズ (Himizu)            | Himizu                              |
| 2011 | Fumi Nikaidō       | ヒミズ (Himizu)            | Himizu                              |
| 2012 | Fabrizio Falco     | Bella addormentata         | Bella Addormentata                  |
| 2012 | Fabrizio Falco     | È stato il figlio          | È stato il figlio                   |
| 2013 | Tye Sheridan       | Joe                        | Joe – Die Rache ist sein            |
| 2014 | Romain Paul        | Le dernier coup ce marteau | k. A.                               |
| 2015 | Abraham Attah      | Beasts of No Nation        | Beasts of No Nation                 |
| 2016 | Paula Beer         | Frantz                     | Frantz                              |
| 2017 | Charlie Plummer    | Lean on Pete               | k. A.                               |
| 2018 | Baykali Ganambarr  | The Nightingale            | The Nightingale – Schrei nach Rache |
| 2019 | Toby Wallace       | Babyteeth                  | Milla Meets Moses                   |
| 2020 | Rouhollah Zamani   | خورشید (Khōrshīd)          | Sun Children                        |
| 2021 | Filippo Scotti     | È stata la mano di Dio     | The Hand of God                     |
| 2022 | Taylor Russell     | Bones and All              | Bones and All                       |
| 2023 | Seydou Sarr        | Io capitano                | Io capitano                         |
| 2024 | Paul Kircher       | Leurs enfants après eux    | k. A.                               |